# Ligne 16 du métro de Paris
 (décembre 2021).
La ligne 16 du métro de Paris est une ligne en construction du réseau métropolitain de Paris. Elle reliera à l'horizon 2028 Noisy - Champs à Saint-Denis Pleyel, en desservant 10 stations sur 27,5 km, constituant la branche est du réseau de transport du Grand Paris Express.
La ligne devrait être exploitée avec un matériel semblable à celui de la ligne 15, mais avec des rames formées de trois voitures (54 mètres), d'une capacité de 500 voyageurs environ, afin de réduire les coûts de construction et d'exploitation, les prévisions de trafic ne justifiant pas un métro de grande capacité.
La maîtrise d'œuvre de l'ingénierie et des stations a été confiée à Egis Rail qui est à la tête du groupement composé de Tractebel Engineering et de plusieurs cabinets d’architecture pour les différentes stations du tronçon.

Plan de la ligne.

## Histoire

### Concertation
Cette ligne est l'héritière du segment Est de la ligne rouge du Grand Paris Express, projet lancé par Nicolas Sarkozy en 2009 avant de fusionner avec Arc Express, projet de métro en rocade défendu par le STIF.
Le 6 mars 2013, le Premier ministre Jean-Marc Ayrault dévoile la carte du futur réseau du Nouveau Grand Paris (nouveau nom du Grand Paris Express), sur laquelle apparaît pour la première fois la dénomination de « ligne 16 » afin de désigner la section de la ligne rouge entre Noisy - Champs et Saint-Denis Pleyel. C'est également à cette occasion qu'est indiquée une date éventuelle de mise en service, en 2023, ainsi que le choix d'un métro plus court que les 120 mètres initialement prévus.
Le 18 juillet 2013, la Société du Grand Paris a informé la Commission nationale du débat public (CNDP) des modalités de la concertation qu'elle compte mettre en œuvre sur le tronçon Noisy - Champs/Saint-Denis Pleyel/Mairie de Saint-Ouen du réseau de transport du Grand Paris et Henri Watissée a été nommé par la CNDP garant de cette concertation. Cette concertation s'est déroulée du 18 novembre au 18 décembre 2013.
Le 4 juillet 2014, le conseil de surveillance de la Société du Grand Paris a approuvé l’opération d’investissement du tronçon reliant Noisy-Champs à Saint-Denis Pleyel, des futures lignes 16, 17 Sud, 14 Nord du Grand Paris Express, pour un montant de 3,490 milliards d’euros.

### Enquête publique
Le dossier d’enquête publique du projet a été transmis, le 7 mars 2014, à l’Autorité environnementale. L'enquête publique se déroule du 13 octobre au 24 novembre 2014. La commission d'enquête a remis, le 9 février 2015, un avis favorable unanime.
La construction de la ligne a été déclarée d'utilité publique le 28 décembre 2015.

### Construction
Les travaux préparatoires (déviations des réseaux, etc.) ont commencé en mars 2016.
Les travaux de construction de la ligne 16 sont découpés en trois lots. Le lot 1, entre Saint-Denis Pleyel et le site de maintenance d'Aulnay a été attribué à un groupement constitué d’Eiffage Génie Civil, en qualité de mandataire et de Razel Bec, Eiffage Rail, TSO et TSO Caténaires en tant que cotraitants. Il comprend aussi une extension au nord de la ligne 14 jusqu'à son terminus, quatre stations de la ligne 16 (Saint-Denis Pleyel, La Courneuve - Six Routes, Le Bourget RER et Parc du Blanc-Mesnil) et la construction de la boîte souterraine d'une station de la ligne 15 (Stade de France). Le lot 2, entre l’ouvrage de raccordement au site de maintenance d'Aulnay et le puits Bel-Air sur la commune de Chelles a été attribué à Salini Impregilo. Il comprend également quatre stations de la ligne 16 (Aulnay, Sevran - Beaudottes, Sevran - Livry et Clichy - Montfermeil). Le lot 3 est attribué à un groupement d’entreprises constitué de Razel-Bec (mandataire), Sefi-Intrafor et Fayat Metal. Il comprend la réalisation d'un tunnel de 5,5 kilomètres entre l’ouvrage de service Bel-Air, situé à Chelles et l’arrière-station de Noisy - Champs ainsi que la construction de la station de métro de Chelles ainsi que de six ouvrages de service.
Les travaux commencent en avril 2018 avec l'installation d'Eiffage sur le site de La Courneuve-Six-Routes.
La mise en service de la ligne initialement annoncée pour 2023 a subi plusieurs annonces de retard, notamment pour le tronçon de Chelles – Gournay à Noisy - Champs, initialement prévu en 2024, puis repoussé en 2030 après une interruption des travaux. Lors d’une réunion du comité de la ligne 16, qui s’est tenue le 26 janvier 2020, la mise en service du tronçon est annoncée pour 2028,.

#### Tunneliers de la ligne 16
Huit tunneliers au total seront utilisés pour creuser la ligne 16, dont cinq pour le lot 1, deux pour le lot 2 et un pour le lot 3. Un dernier tunnelier no 1, Valérie, qui fait partie du lot 1, a été utilisé pour creuser la dernière section nord de la ligne 14.
Le 26 février 2024, la totalité du tracé (en souterrain) a été creusée, après que le dernier tunnelier Houda de la ligne 16 a terminé sa course à Sevran.
| no | Nom de baptême | Début des travaux                 | Début des travaux | Fin                              | Fin              | Distance (km) | Commentaires                                                                                       | Notes |
| no | Nom de baptême | Point d’entrée                    | Date              | Point de sortie                  | Date             | Distance (km) | Commentaires                                                                                       | Notes |
| -- | -------------- | --------------------------------- | ----------------- | -------------------------------- | ---------------- | ------------- | -------------------------------------------------------------------------------------------------- | ----- |
| 2A | Sarah          | Puits du Canal (Aubervilliers)    | Juillet 2020      | Ouvrage Finot (Saint-Ouen)       | 23 août 2021     | 2,6           | Creusement terminé.                                                                                | Lot 1 |
| 2B | Sarah          | Puits Agnès (Aubervilliers)       | Début 2022        | Ouvrage Finot (Saint-Ouen)       | 24 janvier 2023  | 2,4           | Creusement du tunnel de la ligne 15 Est. Creusement terminé.                                       | Lot 1 |
| 3  | Bantan         | Ouvrage Verdun (La Courneuve)     | 17 juin 2020      | Puits du Canal (Aubervilliers)   | 1er mars 2022    | 3,8           | Creusement terminé.                                                                                | Lot 1 |
| 4A | Dorine         | Ouvrage Verdun (La Courneuve)     | 24 février 2021   | Ouvrage Rolland (Le Bourget)     | 30 août 2021     | 1,3           | Creusement du tunnel de la ligne 17 pour les rames direction le Mesnil-Amelot. Creusement terminé. | Lot 1 |
| 4B | Dorine         | Ouvrage Verdun (La Courneuve)     | Printemps 2022    | Ouvrage Rolland (Le Bourget)     | 15 novembre 2022 | 1,4           | Creusement du tunnel de la ligne 17 pour les rames direction Saint-Denis. Creusement terminé.      | Lot 1 |
| 5  | Inès           | Ouvrage Verdun (La Courneuve)     | 11 août 2020      | Ouvrage Hugo (Le Blanc-Mesnil)   | 20 juillet 2021  | 3,1           | Creusement terminé.                                                                                | Lot 1 |
| 6  | Armelle        | Puits Braque (Aulnay-sous-Bois)   | Mi-octobre 2019   | Ouvrage Hugo (Le Blanc-Mesnil)   | 19 avril 2022    | 3,3           | Creusement terminé.                                                                                | Lot 1 |
| 7  | Houda          | Ouvrage Europe (Aulnay-sous-Bois) | 4 novembre 2020   | Ouvrage Mare au Chanvre (Sevran) | 26 février 2024  | 5,8           | Novembre 2023 : arrivée à la gare de Sevran - Livry Creusement terminé.                            | Lot 2 |
| 8  | Mireille       | Ouvrage Bel air (Chelles)         | 20 avril 2021     | Ouvrage Mare au Chanvre (Sevran) | 2 mai 2023       | 5,3           | Creusement terminé.                                                                                | Lot 2 |
| 9  | Maud           | Arrière Gare Noisy - Champs       | juin 2022         | Ouvrage Bel air (Chelles)        | 25 novembre 2023 | 5,5           | Réutilisation du tunnelier Camille de la ligne 15. Creusement terminé.                             | Lot 3 |

### Aménagement
La pose des rails commence le 8 juin 2022 dans l'arrière-gare de Saint-Denis Pleyel.

## Tracé et stations

### Tracé

Tracé réel de la ligne.

La ligne 16 du métro est entièrement souterraine. Elle constituera une liaison de rocade desservant des banlieues éloignées de la capitale, dans le département de la Seine-Saint-Denis. La desserte de Clichy-sous-Bois et de Montfermeil, notamment, permettra de désenclaver ces communes actuellement éloignées de tout moyen de transport lourd en les reliant aux lignes B et E du RER, ainsi qu'aux pôles de développement économiques de Noisy-le-Grand et de Plaine Commune. D'une longueur de 27,5 km environ dont un tronc commun de 5,5 km avec la ligne 17, entre Saint-Denis Pleyel et Le Bourget RER, elle desservira dix stations entre Noisy - Champs et Saint-Denis Pleyel.
La ligne naît en souterrain sur la commune de Saint-Denis en Seine-Saint-Denis à la station Saint-Denis Pleyel. Elle partage alors les mêmes voies que la ligne 17. La station est en correspondance avec la ligne 13 (via un cheminement piéton), la ligne 14, la ligne 15 (correspondance quai à quai avec la ligne 15 en direction de Noisy - Champs sur le quai de départ) et le RER D. Des raccordements permettent les échanges de matériel avec la ligne 15.
La ligne, parallèle à la ligne 15, passe sous le faisceau ferroviaire de la gare de Paris-Nord, puis sous l'Avenue du Président-Wilson, suit l'avenue François-Mitterrand, puis longe la gare de La Plaine - Stade de France et la station Stade de France de la ligne 15 avant d'obliquer vers le nord-est. Elle dessert à La Courneuve la station La Courneuve - Six Routes également desservie par la ligne 17 et le tramway T1 puis se dirige vers Le Bourget pour venir se placer parallèlement à la ligne de La Plaine à Hirson et desservir la station Le Bourget RER en correspondance avec le RER B et le tramway T11. Cette station possède quatre voies encadrant deux quais en îlot car c'est à cet endroit que se séparent les lignes 16 et 17 (les trains de la ligne 16 s'arrêtent sur les voies intérieures).
La ligne se dirige ensuite vers le nord et pénètre sur le territoire de la commune du Blanc-Mesnil où elle dessert la station du même nom. Elle dépasse le raccordement avec le centre de maintenance puis se dirige vers l'ouest et dessert la station Aulnay Val Francilia. Le tunnel continue vers le sud et entre dans la commune de Sevran avant de se diriger vers le sud et de desservir les stations Sevran - Beaudottes et Sevran - Livry toutes deux en correspondance avec la ligne B du RER.
Suivant un axe nord-ouest/sud-est, le tunnel passe sous la ville de Livry-Gargan puis arrive à la station Clichy - Montfermeil située à la limite de Clichy-sous-Bois et Montfermeil, en correspondance avec la ligne 4 du tramway d'Île-de-France. Après une longue inter-station, la ligne entre à Chelles où elle dessert la station Chelles – Gournay en correspondance avec le RER E et la ligne P du Transilien. Enfin, la ligne s'infléchit vers le sud et passe sous la Marne avant d'arriver à son terminus de Noisy - Champs, à la limite de Noisy-le-Grand et Champs-sur-Marne, où elle offre une correspondance avec les lignes 11 et 15 ainsi que la ligne A du RER.

### Liste des stations
|  |   |  | Station                   | Coordonnées                 | Zone | Communes                        | Correspondances |
|  | - |  | ------------------------- | --------------------------- | ---- | ------------------------------- | --- |
|  | ■ |  | Noisy - Champs            | 48° 50′ 34″ N, 2° 34′ 48″ E | 4    | Noisy-le-Grand Champs-sur-Marne | existant : en construction : envisagé :                                                                                    |
|  | • |  | Chelles – Gournay         | 48° 52′ 28″ N, 2° 35′ 09″ E | 4    | Chelles                         | existant : envisagé : |
|  | • |  | Clichy - Montfermeil      | 48° 54′ 16″ N, 2° 33′ 24″ E | 4    | Clichy-sous-Bois Montfermeil    | (T) · (4) |
|  | • |  | Sevran - Livry            | 48° 56′ 09″ N, 2° 32′ 05″ E | 4    | Sevran                          | (RER) · (B) |
|  | • |  | Sevran - Beaudottes       | 48° 56′ 49″ N, 2° 31′ 31″ E | 4    | Sevran                          | (RER) · (B) |
|  | • |  | Aulnay Val Francilia      | 48° 57′ 07″ N, 2° 29′ 18″ E | 4    | Aulnay-sous-Bois                | |
|  | • |  | Parc du Blanc-Mesnil      | 48° 56′ 46″ N, 2° 27′ 48″ E | 3    | Le Blanc-Mesnil                 | |
|  | • |  | Le Bourget                | 48° 55′ 50″ N, 2° 25′ 20″ E | 3    | Le Bourget                      | existant : en construction : envisagé :                                                                                    |
|  | • |  | La Courneuve - Six Routes | 48° 55′ 45″ N, 2° 23′ 03″ E | 3    | La Courneuve                    | existant : en construction :                                                                                               |
|  | ■ |  | Saint-Denis Pleyel        | 48° 55′ 03″ N, 2° 20′ 48″ E | 2    | Saint-Denis                     | existant : (Stade de France - Saint-Denis) (Carrefour Pleyel) en construction : envisagé : (Stade de France - Saint-Denis) |

## Exploitation de la ligne

### Contrat
Avec les lignes 15, 17 et 18, la ligne 16 sera l'une des premières du réseau métropolitain de Paris à ne pas être confiée « d'office » à la RATP, s'inscrivant ainsi dans l'ouverture à la concurrence des transports en commun en Île-de-France. Le contrat d'exploitation et de maintenance fait l'objet d'un appel d'offres public conduit par Île-de-France Mobilités (IDFM). En juin 2020, IDFM précise que ce contrat comprendra les missions suivantes : l'exploitation du service ferroviaire, la commercialisation des titres de transport, la maintenance du matériel roulant, la lutte contre la fraude et, sous réserve d'une modification législative en ce sens, la valorisation des gares (commerces et publicité). Un contrat commun avec un seul opérateur sera établi pour les lignes 16 et 17. Sa durée sera de huit ans dont deux ans de pré-exploitation préalable à la mise en service commerciale de la ligne.
Le 30 mai 2023, Île-de-France Mobilités attribue lors de son conseil d'administration l'exploitation de la ligne 16 à Keolis pour une durée de sept années, plus trois en option. L'entreprise franco-québécoise se voit également attribuer l'exploitation de la ligne 17 et la gestion de la station Saint-Denis Pleyel,.

### Matériel roulant
La ligne devrait être exploitée avec un matériel semblable à celui des lignes 15 et 17, mais avec des rames formées de trois voitures (54 mètres), d'une capacité de 500 voyageurs environ, afin de réduire les coûts de construction et d'exploitation, les prévisions de trafic ne justifiant pas un métro de grande capacité. En 2018, la Société du Grand Paris signe avec Alstom un contrat pour la fourniture de 50 trains ayant pour nom de projet MR3V pour équiper les lignes 16 et 17,.